# Flammkuchen

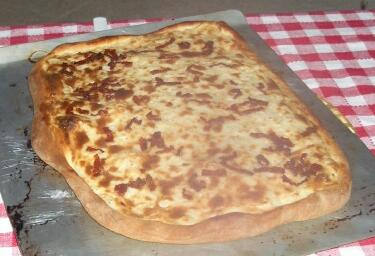
Una flammkuchen casolana.

La Flammkuchen o Flammenkuchen és una mena de coca destapada i salada originària d'Alsàcia (França) que també es menja a Mosel·la (França), a Baden-Württemberg i Renània-Palatinat (Alemanya). En alsacià es coneix com a Flàmmeküeche, en fràncic lorenès com a Flammkuche, en alemany com a Flammkuchen i en francès com a Tarte flambée. Noteu que l'arrel del mot, kuchen o kueche és la mateixa que la del mot coca en català (en català es va formar a l'época de l'Emperador Carles, que l'era també d'Alemanya). La part flamme significa "flames", ja que aquesta coca es cou al forn.

## Descripció
La base és una massa fina de pa (farina, aigua i sal) molt simple, sobre la qual es distribueixen els diferents aliments i cou al forn fort (250 °C) durant no més d'un quart d'hora. En un forn professional es cou a 350 °C durant només un o dos minuts. Hi ha restaurants especialitzats a fer flammkuchen i ofereixen diferents variacions, però la recepta més típica i coneguda porta bastant ceba picada crua, cansalada picada o en tiretes i nata. De vegades se substitueix una mica de nata per iogurt. La majoria de noves variants mantenen la base de nata i iogurt, i solen tenir diferents tipus de carns o embotits. Solen ser rectangulars, però per influència de les pizzes també se'n poden trobar ara de rodones.
Normalment se serveix a taula sobre una fusta i es talla a quadrats, que es mengen amb la mà, una mica enrotllats. A alguns restaurants francesos de flammenkuchen hi ha una opció consistent a que, per un preu fix, hom pot encomanar sempre una altra, quan acabi la que està menjant, fins que decideixi aturar-se.

## Origen i història
Quan va néixer aquesta mena de coca encara no hi havia forns personals i la gent coïa el seu pa un o dos dies per mes solament, segons el seu pressupost. Però no era fàcil determinar quan el forn estava a la temperatura adequada, si era massa fort es cremaven les voreres dels pans i l'interior quedava cru i perdien tota la massa i la feina feta. Al començament, per comprovar si el forn era ja prou calent, acostaven petites branques o separaven petites brases dels costats. Després es va desenvolupar un mètode que consistia a agafar una boleta de massa de pa i posar-la a sobre, a veure com reaccionava. A poc a poc van veure que es podia conèixer amb més detall quan s'arribava a la temperatura adient si la boleta de massa estava estirada el més finament possible. Finalment van arribar a desenvolupar una tècnica acurada que els permetia conèixer la temperatura exacta comptant el temps en segons que trigava la massa a coure's i desenganxar-se de la placa. Anaven fent proves i, quan tenien la temperatura que volien, posaven els seus pans.
Aquest és un de tants productes que neix de la idea de voler aprofitar els restes. Les petites coques fines de pa eren menjables, car no hi havia raó per tirar-les. Llavors a algú se li va acudir de, si les anaven a menjar de tota manera, enriquir-les amb algun ingredient que tinguessin a mà i no fos gaire car. Potser es va escollir la nata per voler que fossin menys dures. Més tard es va millorar afegint espècies, una mica de ceba i de cansalada per donar gust.